# Armilla

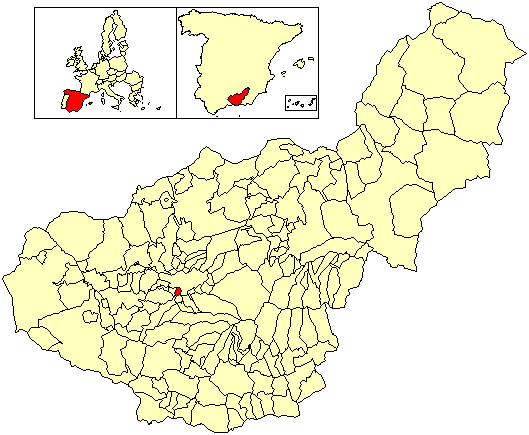
Armilla

Armilla este un municipiu din Spania, situat în provincia Granada din comunitatea autonomă Andaluzia. Are o populație de 20.882 de locuitori.